# Dwb (navegador)
dwb (dynamic web browser) é um navegador WebKit para Linux. Funciona através de atalhos no teclado:
```
o        = enter url
O        = enter url in new tab
H        = back
L        = forward
J        = go to next tab
K        = go to previous tab
'n'+T    = goto 'n' tab
d        = close tab
u        = undo close tab
ctrl+s   = stop
r        = reload
R        = reload ignoring cache
+        = zoom_in
-        = zoom_out
=        = reset to 100%
j        = scroll down
k        = scroll up
h        = scroll left
l        = scroll right
gg       = go to top
G        = go to bottom
/        = find in page
n        = repeat find forward
ZZ       = save session and exit
```